# Noah Centineo
Noah Gregory Centineo (ur. 9 maja 1996 w Miami)  – amerykański aktor filmowy i telewizyjny.

## Wczesne lata
Noah Centineo przyszedł na świat jako syn Keele Janel i producenta wykonawczego Gregory’ego Vincenta Centineo. Dorastał w Boynton Beach na Florydzie, ma starszą siostrę o imieniu Taylor. Uczęszczał do BAK Middle School of the Arts oraz Boca Raton Community High School. W 2012 przeprowadził się do Los Angeles.

## Kariera
W 2009 zadebiutował rolą Josha Petersa w filmie The Golden Retrievers. W kolejnych latach grywał małe role w serialach stacji Disney Channel. W 2014 wcielił się w postać Jadena Starka w filmie Lepszy model, został także obsadzony jako Ben Eastman w niezrealizowanym serialu Growing Up and Down. W 2015 zastąpił Jake’a  T Austina w roli Jesusa Adamsa Fostera w serialu telewizyjnym The Fosters.
W 2017 dołączył do obsady serialu Ozn@czone, wystąpił także w teledysku do utworu Havana oraz komedii romantycznej SPF-18. W tym samym roku był nominowany do Teen Choice Award za najlepszą rolę męską.
W 2018 zagrał w dwóch filmach Netfliksa: Do wszystkich chłopców, których kochałam oraz Sierra Burgess jest przegrywem. W 2019 wcielił się w postać Brooksa Rattigana w filmie Wynajmij sobie chłopaka.

## Filmografia

### Filmy
| Rok  | Tytuł                                         | Rola                            | Reżyser             |
| ---- | --------------------------------------------- | ------------------------------- | ------------------- |
| 2009 | The Gold Retrievers                           | Josh Peters                     | James D.R. Hickox   |
| 2011 | Turkles                                       | David                           | Frank Eberling      |
| 2012 | Wordplay                                      | Carter Philips                  | Rondell Sheridan    |
| 2014 | Abraham & Sarah, the Film Musical             | młody Ismael                    | Cathy Ellis         |
| 2014 | Lepszy model                                  | Jaden Stark                     | Paul Hoen           |
| 2014 | Another Assembly                              | Gabe                            | Rondell Sheridan    |
| 2016 | Penguin Flu                                   | Brandon                         | Shane Brady         |
| 2017 | SPF-18                                        | Johnny Sanders Jr.              | Alex Israel         |
| 2017 | Can't Take It Back                            | Jake Roberts                    | Tim Shechmeister    |
| 2018 | Do wszystkich chłopców, których kochałam      | Peter Kavinsky                  | Susan Johnson       |
| 2018 | Sierra Burgess jest przegrywem                | Jamey                           | Ian Samuels         |
| 2018 | Przesunięci                                   | Lance Black                     | Ann Deborah Fishman |
| 2019 | Wynajmij sobie chłopaka                       | Brooks Rattigan                 | Chris Nelson        |
| 2020 | Do wszystkich chłopców: P.S. Wciąż cię kocham | Peter Kavinsky                  |                     |
| 2022 | Black Adam                                    | Albert Rothstein / Atom Smasher | Jaume Collet-Serra  |

### Seriale
| Rok       | Tytuł               | Rola                    | Dodatkowe informacje                   |
| --------- | ------------------- | ----------------------- | -------------------------------------- |
| 2011–2012 | Austin i Ally       | Dallas                  | Trzy odcinki                           |
| 2013      | Marvin Marvin       | Blaine Hotman           | Odcinek "Podwójna randka"              |
| 2013      | Taniec rządzi       | Monroe                  | Odcinek "Wróżenie rządzi"              |
| 2013      | #TheAssignment      | Ben/Noah/George/Cameron | Cztery odcinki                         |
| 2013      | Ironside            | Chłopiec numer dwa      | Odcinek "Minor Infractions"            |
| 2014      | Growing Up and Down | Ben Eastman             | Odcinek pilotażowy                     |
| 2014      | Jessie              | Rick Larkin             | Odcinek "Hoedown Showdown"             |
| 2014      | See Dad Run         | Carson Castle           | Odcinek "See Dad Watch Janie Run Away" |
| 2014      | Newsreaders         | Josh                    | Odcinek "F- Dancing, Are You Decent?"  |
| 2015–2018 | The Fosters         | Jesus Adams Foster      | Pięćdziesiąt trzy odcinki              |
| 2017–2018 | Ozn@czone           | Hawk Carter             | Dwadzieścia odcinków                   |
| 2019      | Good Trouble        | Jesus Adams Foster      | Odcinek "Byte Club"                    |

### Teledyski
| Rok  | Tytuł              | Wykonawca      | Dodatkowe informacje |
| ---- | ------------------ | -------------- | -------------------- |
| 2017 | Havana             | Camila Cabello |                      |
| 2019 | Save Me Tonight    | Arty           | Także jako reżyser   |
| 2019 | Are You Bored Yet? | Wallows        |                      |